# Sky (BENNIE Kの曲)
「Sky」（スカイ）は、BENNIE Kの10枚目のシングル。2005年9月21日発売。

## 解説
- BENNIE Kとしての最大のヒットを記録した「Dreamland」の発売から約3ヶ月後にリリースされた。
- DVD付きのバージョンも発売されており、「Dreamland」と「Sky」のミュージック・ビデオを収録。
- 全曲が4作目のアルバム『Japana-rhythm』に収録。『Japana-rhythm』においてはSkyは「秋」、OSAGAは「夏」、Happy Drive～Taste Your Stuff～は「春」の曲と位置づけられている。

## 収録曲
1. Sky
  - 作詞：BENNIE K／作曲：BENNIE K、SiZK／編曲：SiZK
  - PVには、DELTA THROBのATSUSHIやa.miaが友情出演している。
2. OSAGA
  - 作詞・作曲：BENNIE K／編曲：井筒"Growth"伸太郎
  - 歌詞の中に"802"とあるのは、大阪の放送局のFM802のこと。
3. Happy Drive〜Taste Your Stuff〜
  - 作詞・作曲：BENNIE K、m-flo
  - m-floとのコラボレーション作品。m-floのアルバム『BEAT SPACE NINE』に収録されている「Taste Your Stuff」とアレンジが異なる。